# Tschemal
Tschemal (russisch Чемал, südaltaisch Чамал/Tschamal) ist ein größeres Dorf (Selo) im Norden der russischen autonomen Republik Altai in südwestlichen Sibirien mit 3602 Einwohnern (Stand 14. Oktober 2010).

## Geographie
Der Ort liegt am rechten Ufer des Katun, dem linken und größeren Quellflusses des Ob, etwa 60 km südlich der Republikhauptstadt Gorno-Altaisk. Der Fluss tritt hier aus seinem engeren Hochgebirgstal heraus, sodass die wichtigste Straßenverbindung in den russischen Altai, die R256 30 km westlich durch das Tal des Nebenflusses Sema über Tscherga und Schebalino geführt wurde.
Bei Tschemal mündet der gleichnamige Fluss Tschemal in den Katun. Ungewöhnlich ist die völlig verschiedene Färbung der beiden Flüsse: während der Katun vorwiegend Gletscherwasser führt (wie auch beispielsweise sein Zufluss Akkem) und eine milchig-hellgrüne Farbe aufweist, ist das Wasser des Tschemal klar. Bei der Mündung ist diese Trennlinie ganz scharf und nur wenige Dezimeter breit.
Der Ort ist Verwaltungszentrum des gleichnamigen Rajons Tschemal.

## Geschichte

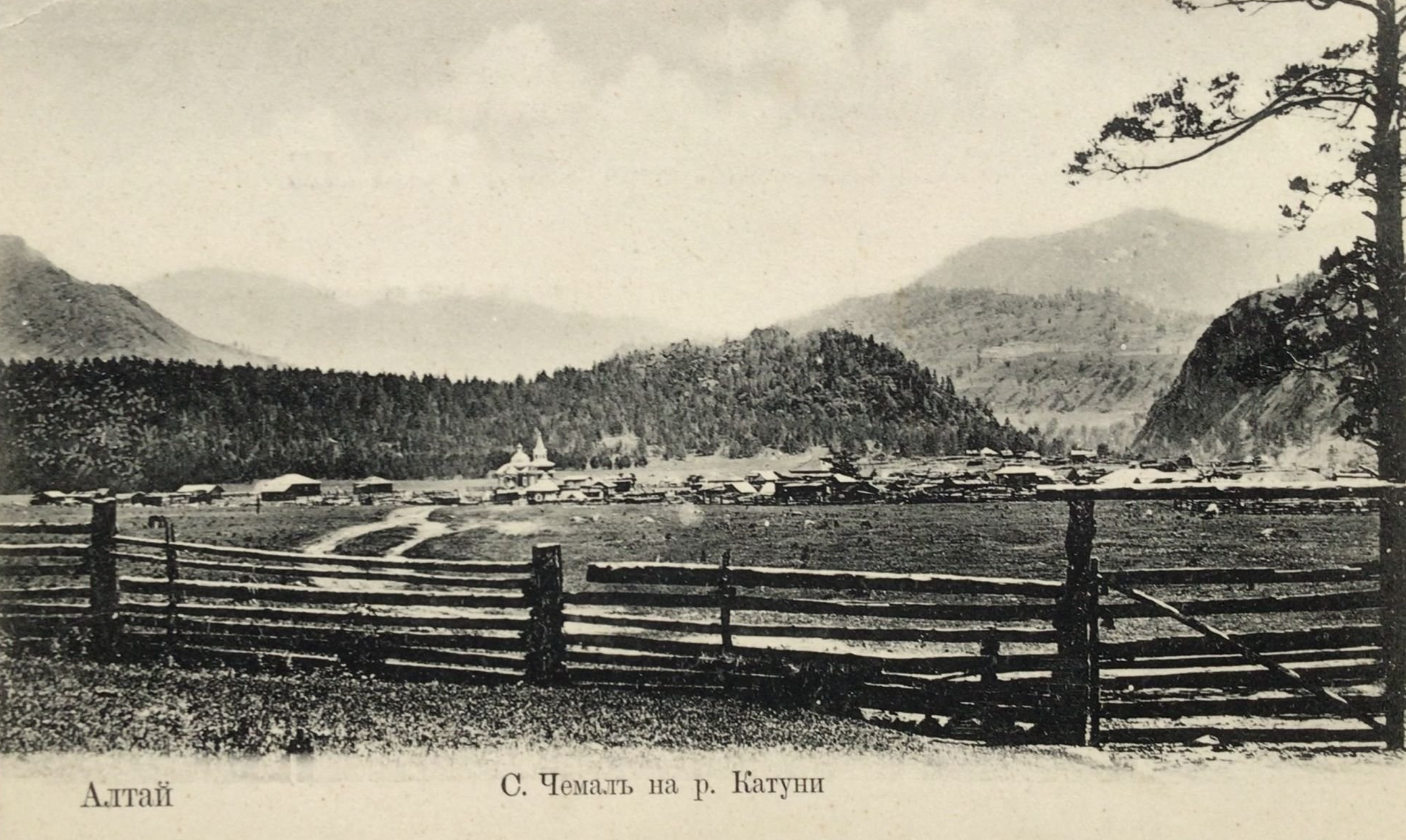
Das Dorf Tschemal zu Anfang des 20. Jahrhunderts

Nachdem in der Gegend bereits seit 1849 eine russisch-orthodoxe Missionarsstation bestanden hatte, wurde das Dorf 1885 gegründet. Um die Jahrhundertwende entwickelte sich Tschemal auf Grund des durch die Lage im engen Katun-Tal relativ milden Klimas zu einem Luftkur- und Erholungsort regionaler Bedeutung. Hier weilten beispielsweise der Botaniker und Forschungsreisende Wassili Saposchnikow, der Forschungsreisende Grigori Potanin und der Schriftsteller Wjatscheslaw Schischkow.
In den 1930er Jahren wurde der Erholungsort auf Betreiben der Ehefrau des formellen sowjetischen Staatsoberhauptes Michail Kalinin, die zehn Jahre in Tschemal lebte, um verschiedene Kureinrichtungen erweitert. Am Tschemal entstand unweit der Mündung 1935 ein Stausee mit kleinem Wasserkraftwerk (Leistung 400 Kilowatt).
In den 1970er Jahren erhielt Tschemal den Status einer Siedlung städtischen Typs, verlor ihn jedoch vor 1989 wieder, zumal vom Bau eines oder – je nach Projekt – zweier seit den 1970er Jahren am Katun oberhalb des Ortes geplanter großer Wasserkraftwerke zunächst auch wegen ökologischer Bedenken Abstand genommen wurde. Der mögliche Bau der Staudämme ist aber bis heute im Gespräch.
1992 wurde Tschemal Verwaltungszentrum eines aus dem Rajon Schebalino ausgegliederten Rajons.
Bevölkerungsentwicklung
| Jahr | Einwohner |
| ---- | --------- |
| 1979 | 2640      |
| 2002 | 3266      |
| 2010 | 3602      |

Anmerkung: Volkszählungsdaten

## Sehenswürdigkeiten
Tschemal ist eines der bedeutendsten touristisch Zentren des Altai als Ausgangspunkt zu Trekking, Bergtouren oder Rafting am Katun, aber auch durch sein farbenfrohes Panorama, das von mehreren Gebirgssteigen in das enge Tal und das Mündungsgebiet des Tschemal zu sehen ist. Von Reisegruppen oft besucht werden ein russisch-orthodoxes Nonnenkloster mit Einsiedelei auf der Felseninsel Patmos im Katun (benannt in Anlehnung an das bedeutende griechisch-orthodoxe Kloster auf der Insel Patmos, dem vermutlichen Ort der Schöpfung der Offenbarung des Johannes).

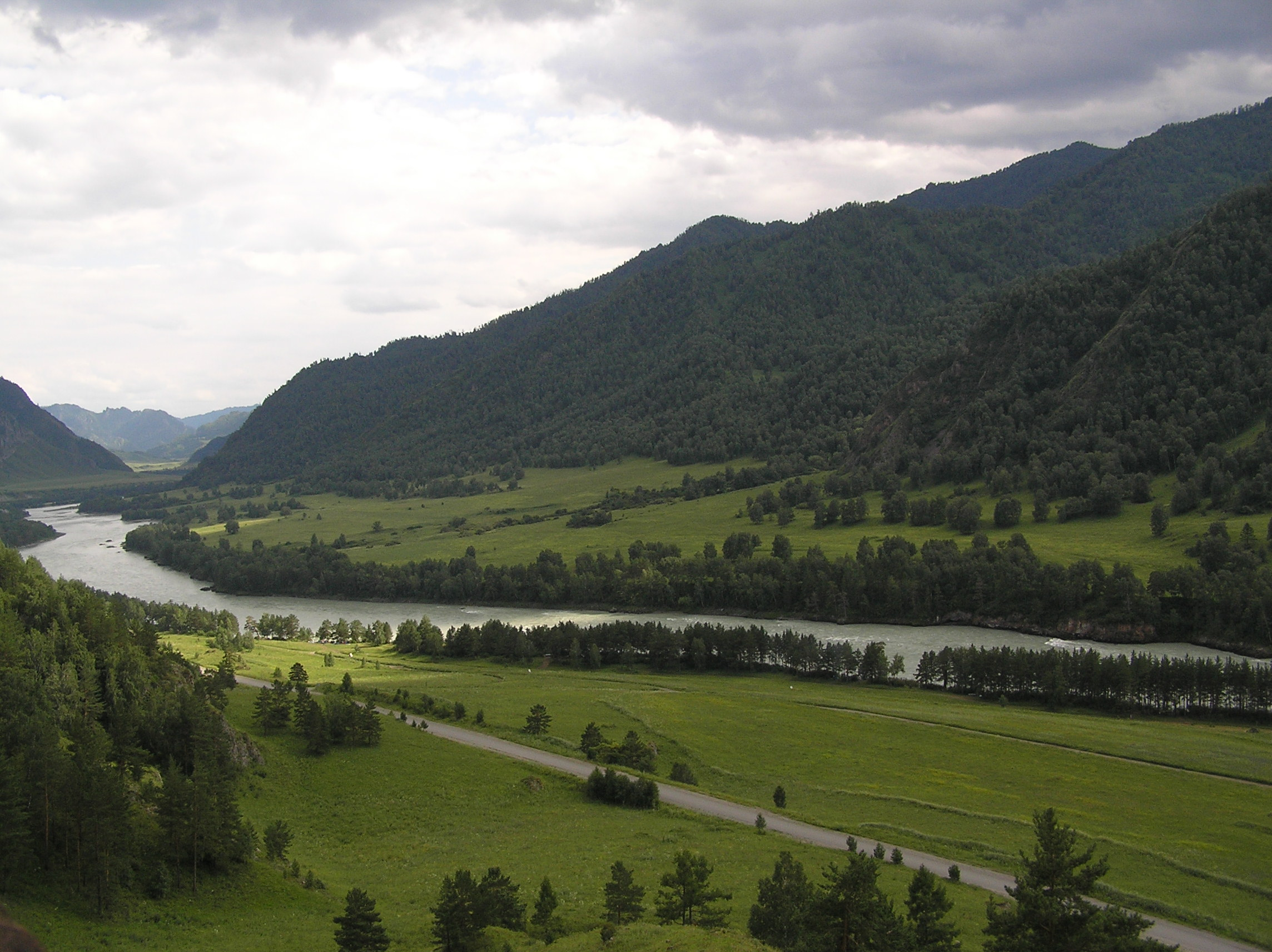
Katun bei Tschemal
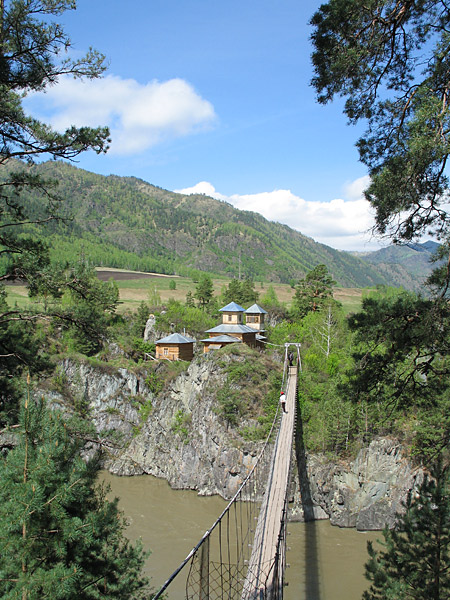
Einsiedelei Patmos
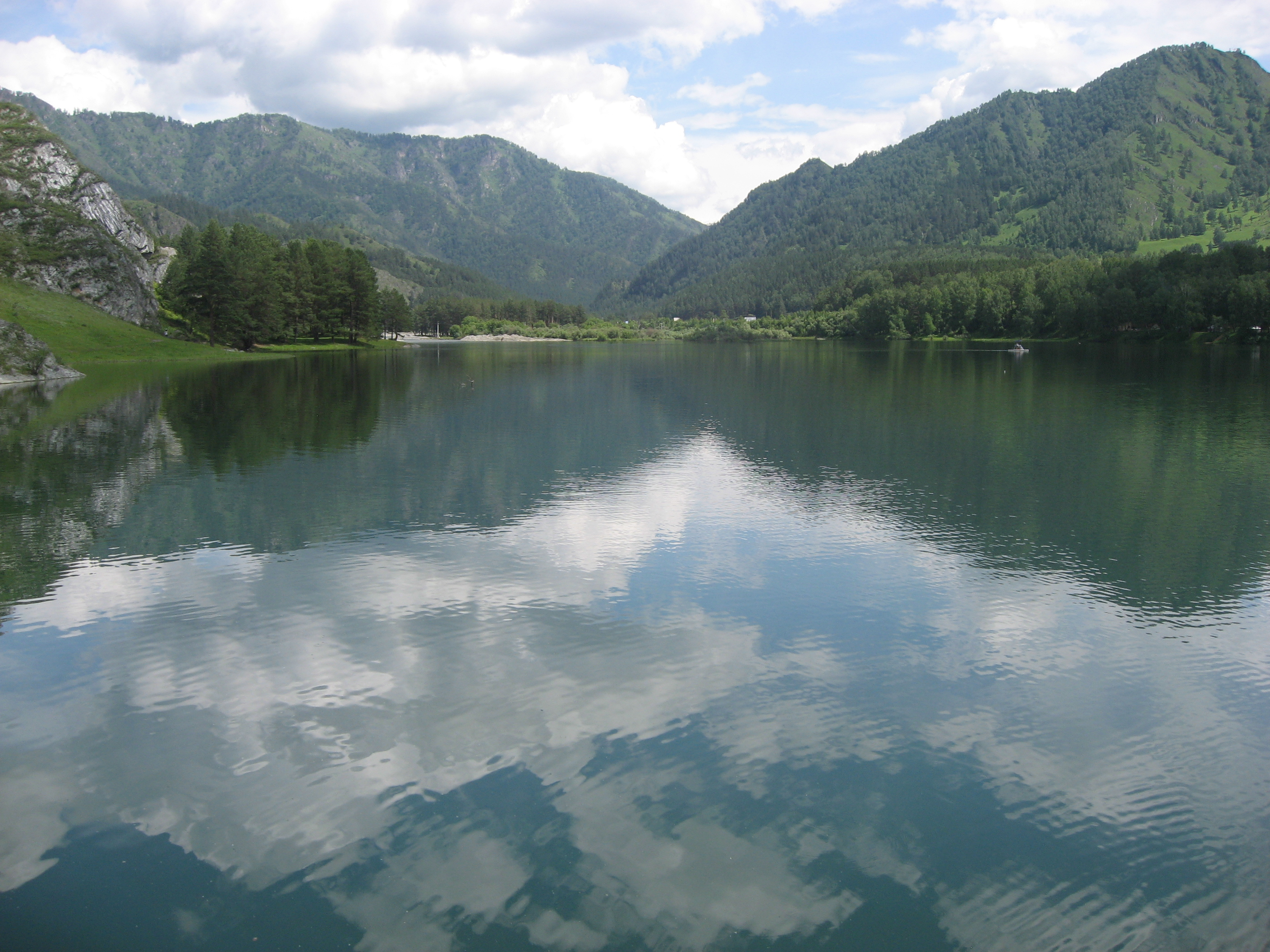
Der Stausee bei Tschemal
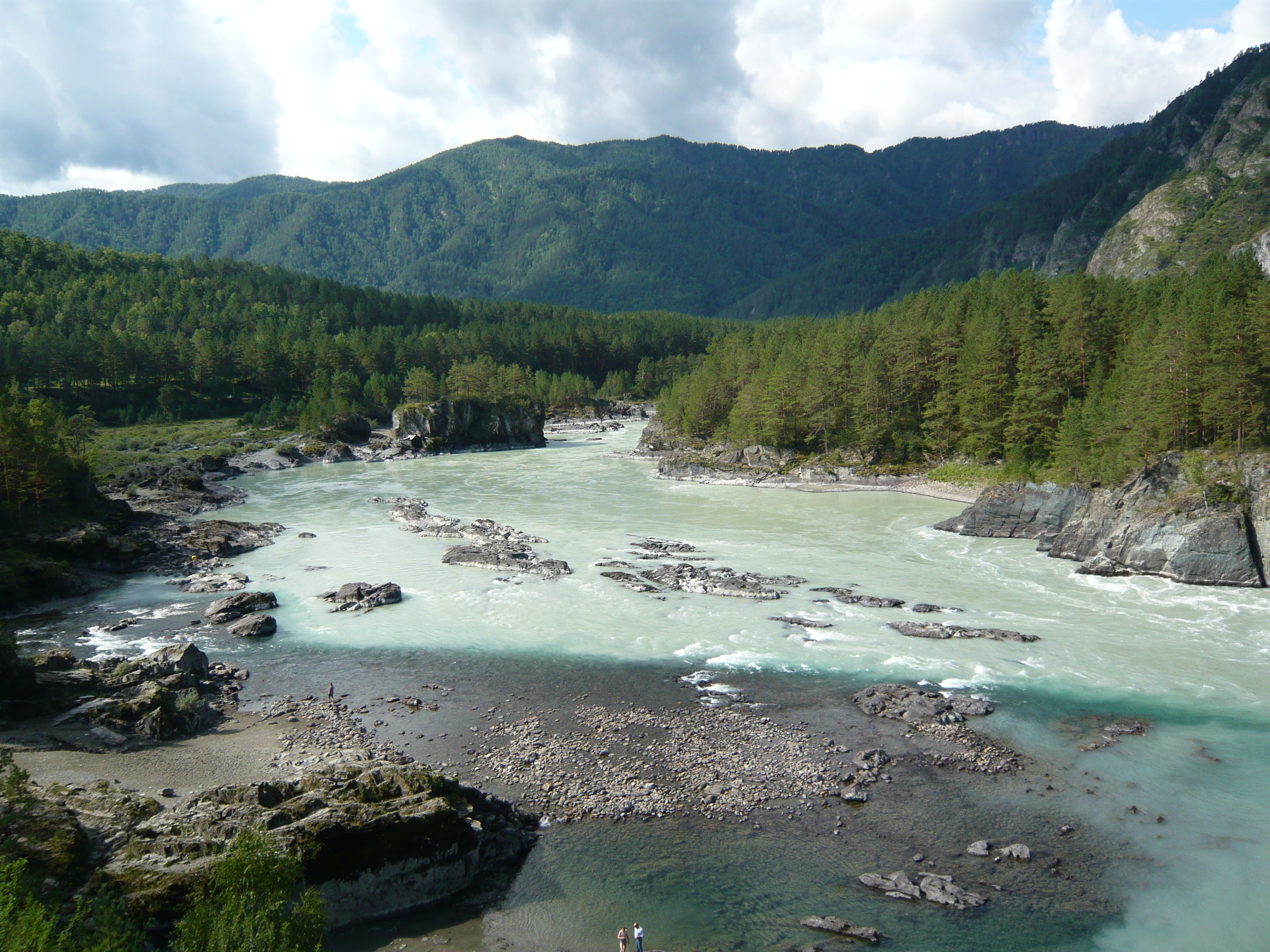
Mündung des Tschemal in den Katun
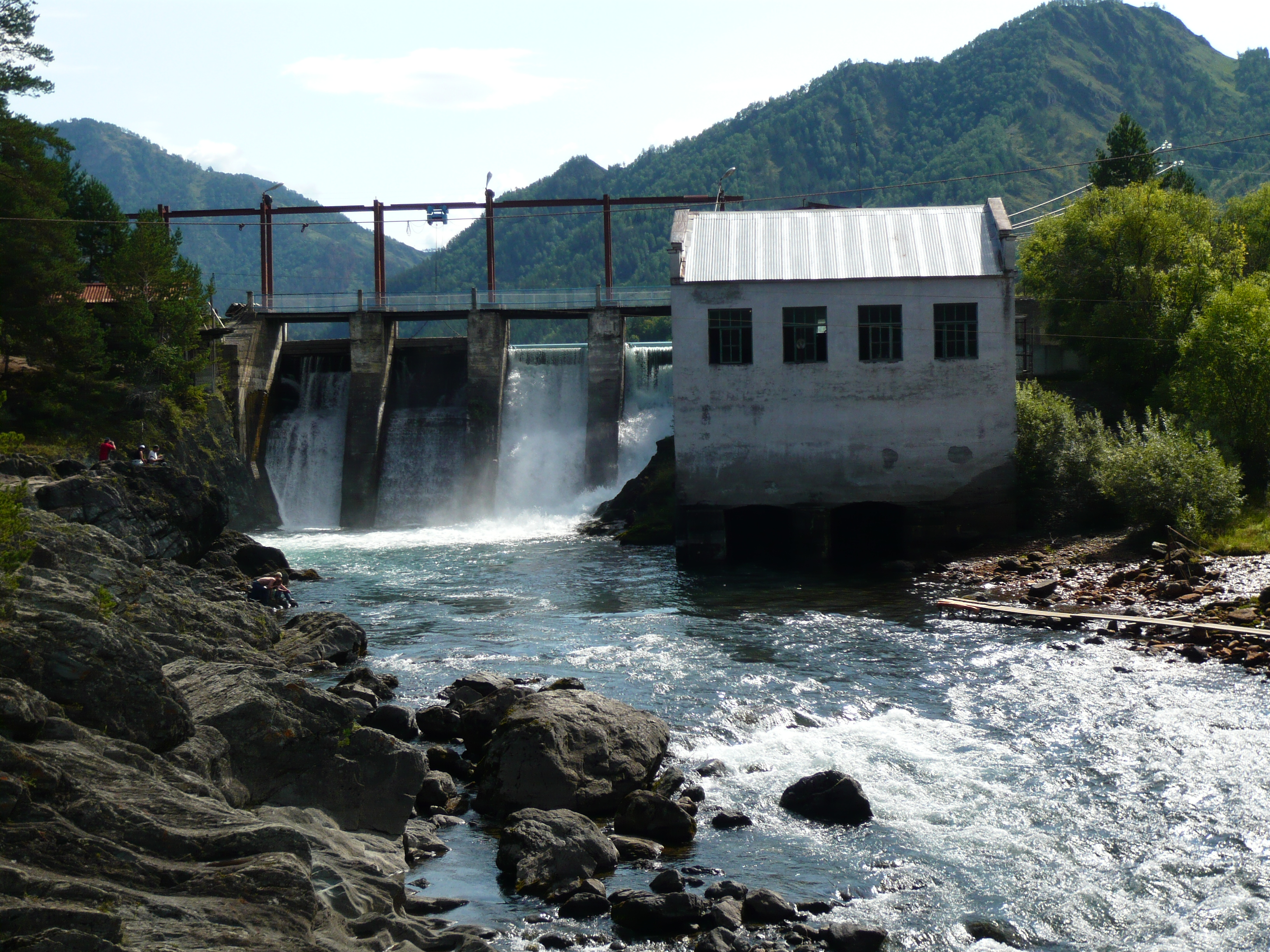
Wasserkraftwerk bei Tschemal

## Infrastruktur
Tschemal ist über eine 37 km lange Straße über wenige Kilometer nördlich gelegene Nachbardorf Elekmonar entlang dem rechten Katun-Ufer mit Ust-Sema an der Fernstraße R256, dem „Tschujatrakt“, verbunden.